# استوموپلو
استوموپلو (به لاتین: Stomoplo) یک خور (جغرافیا) در بلغارستان است که در دریای سیاه واقع شده‌است.